# Кладбинский сельский округ
Кладбинский сельский округ (каз. Кладбинка ауылдық округі) — административная единица в составе Жамбылского района Северо-Казахстанской области Казахстана. Административный центр — село Кладбинка.
Население — 1736 человек (2009, 2482 в 1999, 3245 в 1989).
В 2018 году было ликвидировано село Уткино.

## Состав
В состав округа входят такие населенные пункты:
| Населенный пункт  | Население, человек (1989) | Население, человек (1999) | Население, человек (2009) |
| ----------------- | ------------------------- | ------------------------- | ------------------------- |
| Кладбинка, село   | 1235                      | 854                       | 660                       |
| Миролюбово, село  | 335                       | 305                       | 207                       |
| Новорыбинка, село | 818                       | 647                       | 502                       |
| Сенжарка, село    | 309                       | 264                       | 176                       |
| Симаки, село      | 264                       | 200                       | 111                       |
| Уткино, село      | 284                       | 212                       | 80                        |